# Nódulos radiculares

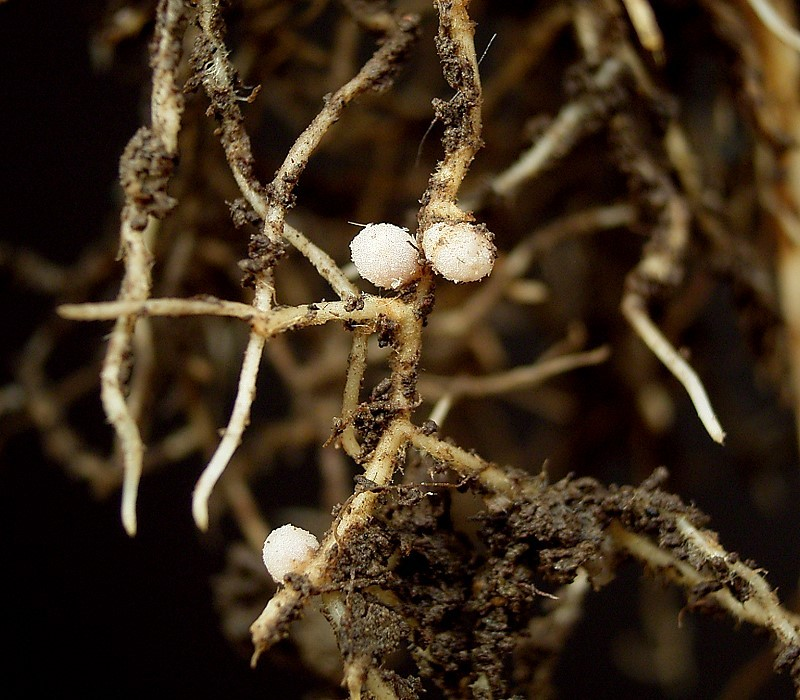
Raízes de Vicia com nódulos radiculares esbranquiçados.

Nódulos radiculares são estruturas encontradas na raiz das plantas, geralmente em leguminosas, que dão origem à simbiose por meio da fixação de nitrogênio pelas bactérias. Em condições limitantes de nitrogênio, plantas que formam uma relação simbiótica com uma estirpe de bactérias são conhecidas como rhizobia. Este processo evoluiu várias vezes dentro da família das leguminosas, bem como em outras espécies de rosídeas.
Dentro dos nódulos radiculares de leguminosas, o gás nitrogênio (N2) proveniente da atmosfera é convertido em amônia (NH3) que, então, é assimilado em aminoácidos, nucleotídeos e em outros constituintes celulares como vitaminas, flavonas e hormônios. A capacidade de fixação de nitrogênio gasoso torna as leguminosas um organismo agrícola ideal, visto que a utilização de fertilizantes nitrogenados não se faz necessária. De fato as grandes cadeias de nitrogênio bloqueia o desenvolvimento de nódulos radiculares, já que a formação simbiótica não apresenta benefícios à planta. Os nódulos, portanto, abrigam uma proteína chamada leg-hemoglobina, relacionada diretamente à mioglobina animal, que facilita a difusão do gás oxigênio utilizado na respiração.